# Кеншицькі (герб)
Кеншицькі – графський герб, різновид герба Наленч.

## Опис герба
В червоному полі срібна пов'язка вузлом донизу.
Над щитом графська корона, над якою шолом з короною та клейнодом: діва в червоному одязі, з пов'язкою на розпущеному волоссі, між двома рогами оленя, які тримає в руках.

## Найбільш ранні згадки
Мартин Кеншицький з Кеншиць титул графа отримав від Папи римського Пія IX в 1875 році.

## Роди
Кеншицькі (Kęszycki).